# Moon Jae-in
Moon Jae-in (hangul: (문재인), født 24. januar 1953) er en sydkoreansk politiker som var Sydkorea præsident fra 2017 til 2022. Moon repræsenterer det Det demokratiske parti.

## Opvækst og uddannelse
Moon Jae-in blev født i Geoje, Sydkorea, som den første søn af Moon Yong-hyung og moderen Kang Han-ok og har fire søskende. Faderen hans var flygtning fra Syd-Hamgyong (i nutidens Nordkorea) og flygtede fra hjembyen Hamhung, da sydkoreanske styrker trak sig tilbage fra byen under Koreakrigen.
Moon Jae-ins familie flyttede senere til Busan, hvor han gik på Kyungnam High School. Han tog senere jurauddannelse ved Kyunghee University.